# نحن أصدقاؤك (فلم)
نحن أصدقاءك (بالإنجليزية: We Are Your Friends) هو فيلم موسيقي-درامي أمريكي، من إخراج ماكس جوزيف في تجربته الأخراجية الأولى، وتأليف ماكس جوزيف وميغان أوبنهايمر، ماخوذة من قصة كتبها ريتشارد سيلفرمان. الفيلم من بطولة زاك إيفرون وويس بنتلي وشيلوه فيرناندز وجون بيرنثال. ويروي الفيلم قصة شاب يكافح من أجل البروز كمنتج الموسيقى في موسيقى الرقص الالكترونية والحياة الليلية.

## ملخص القصة
تدور أحداث الفيلم في إطار من الكوميديا والرومانسية في مدينة هوليوود حول الشاب الطموح الذي يُدعى (كلوي)، والذي يعمل كمقدم أغاني DJ في الحفلات، والذي يحاول صناعة مقطوعة تجعله مُخلدًا، ولكن حظه يتغير عندما يقابل (جيمس) مقدم أغانٍ أقدم منه، والذي يصبح معلمه، ولكن عندما يقع (كلوي) في حب (إيملي) الأصغر منه بكثير، تبدأ الفوضى في الدخول إلى حياته .

## طاقم العمل
- زاك إيفرون بدور كولي كارتر
- ويس بنتلي بدور جيمس
- شيلوه فيرناندز بدور أولي
- جون بيرنثال بدور بايج
- جوني ويستون بدور ماسون
- إميلي راتاجكوسكي بدور صوفي
- اليكس شافير بدور سنجاب
- أليسيا كوبولا بدور تانيا روميرو
- كيارا أوريليا
- ديانا برنس
- جاكي هولند
- جون أبراهامز بدور كلوب بروموتير
- خوسيه ابريل
- كارين آن كابريرا
- كورينا ريكو بدور كريستال
- ميراندا راي مايو
- ستايسي بندر
- تارا بوليو
- تينا جريم
- فانيسا لينجيس بدور ميل
- يانا تروفيموفا
- ييسيندي ترينيداد

## التوزيع
في نوفمبر 2014، استحوذت وارنر برذرز على حقوق التوزيع في أمريكا الشمالية للفيلم، وبعدها بإسبوعين أعلنت ستوديو كانال أن التوزيع عن قيامها بامتلاك حقوق التوزيع في دول العالم.

## الصدور
في 28 أبريل 2015، قامت مجموعة وارنر برذرز بتحديد تاريخ 28 أغسطس 2015، هو تاريخ صدور الفيلم.

## النقد الفني
لَقِيَ الفيلم مُراجعاتٍ مُتبايَنة من النُقّاد، وأعطِيَ دَرجة 43% بناءً على 100 تقييم وما متوسّطه 5/10 في موقع الطماطم الفاسدة. وفي موقع ميتاكريتيك حصل الفيلم على درجة 46 من 100 بناءً على 32 مُقيّم.

## روابط خارجية
- مقالات تستعمل روابط فنية بلا صلة مع ويكي بيانات